# 小行星7150
小行星7150（英語：7150 McKellar）是一颗围绕太阳公转的小行星。1929年10月11日，克萊德·湯博在弗拉格斯塔夫发现了此天体。
这颗小行星的绝对星等为291.39201等。